# Llista d'asteroides/208001-208100
| Nom      | Designació provisional | Data de descobriment   | Lloc de descobriment | Descobridor/s          |
| -------- | ---------------------- | ---------------------- | -------------------- | ---------------------- |
| 208001 - | 1998 HE140             | 21 d'abril de 1998     | Socorro              | LINEAR                 |
| 208002 - | 1998 MT43              | 26 de juny de 1998     | La Silla             | E. W. Elst             |
| 208003 - | 1998 OJ11              | 26 de juliol de 1998   | La Silla             | E. W. Elst             |
| 208004 - | 1998 OO13              | 26 de juliol de 1998   | La Silla             | E. W. Elst             |
| 208005 - | 1998 QO5               | 19 d'agost de 1998     | Socorro              | LINEAR                 |
| 208006 - | 1998 QW76              | 24 d'agost de 1998     | Socorro              | LINEAR                 |
| 208007 - | 1998 QD91              | 28 d'agost de 1998     | Socorro              | LINEAR                 |
| 208008 - | 1998 RR27              | 14 de setembre de 1998 | Socorro              | LINEAR                 |
| 208009 - | 1998 SH42              | 27 de setembre de 1998 | Kitt Peak            | Spacewatch             |
| 208010 - | 1998 SB61              | 17 de setembre de 1998 | Anderson Mesa        | LONEOS                 |
| 208011 - | 1998 SV85              | 26 de setembre de 1998 | Socorro              | LINEAR                 |
| 208012 - | 1998 SX87              | 26 de setembre de 1998 | Socorro              | LINEAR                 |
| 208013 - | 1998 SY119             | 26 de setembre de 1998 | Socorro              | LINEAR                 |
| 208014 - | 1998 SH154             | 26 de setembre de 1998 | Socorro              | LINEAR                 |
| 208015 - | 1998 SM160             | 26 de setembre de 1998 | Socorro              | LINEAR                 |
| 208016 - | 1998 TK11              | 13 d'octubre de 1998   | Kitt Peak            | Spacewatch             |
| 208017 - | 1998 TX20              | 13 d'octubre de 1998   | Kitt Peak            | Spacewatch             |
| 208018 - | 1998 TS28              | 15 d'octubre de 1998   | Kitt Peak            | Spacewatch             |
| 208019 - | 1998 UL13              | 22 d'octubre de 1998   | Kitt Peak            | Spacewatch             |
| 208020 - | 1998 UN13              | 22 d'octubre de 1998   | Kitt Peak            | Spacewatch             |
| 208021 - | 1998 WU41              | 24 de novembre de 1998 | Socorro              | LINEAR                 |
| 208022 - | 1998 XG19              | 10 de desembre de 1998 | Kitt Peak            | Spacewatch             |
| 208023 - | 1999 AQ10              | 14 de gener de 1999    | Socorro              | LINEAR                 |
| 208024 - | 1999 AF18              | 11 de gener de 1999    | Kitt Peak            | Spacewatch             |
| 208025 - | 1999 FQ16              | 22 de març de 1999     | Kitt Peak            | Spacewatch             |
| 208026 - | 1999 JD74              | 12 de maig de 1999     | Socorro              | LINEAR                 |
| 208027 - | 1999 JQ77              | 12 de maig de 1999     | Socorro              | LINEAR                 |
| 208028 - | 1999 JY119             | 13 de maig de 1999     | Socorro              | LINEAR                 |
| 208029 - | 1999 LJ2               | 8 de juny de 1999      | Socorro              | LINEAR                 |
| 208030 - | 1999 LS33              | 11 de juny de 1999     | Catalina             | CSS                    |
| 208031 - | 1999 NE23              | 14 de juliol de 1999   | Socorro              | LINEAR                 |
| 208032 - | 1999 NH30              | 14 de juliol de 1999   | Socorro              | LINEAR                 |
| 208033 - | 1999 QR                | 20 d'agost de 1999     | Kleť                 | Kleť                   |
| 208034 - | 1999 RT28              | 8 de setembre de 1999  | Heppenheim           | Starkenburg            |
| 208035 - | 1999 RV34              | 11 de setembre de 1999 | Ondřejov             | P. Kušnirák, P. Pravec |
| 208036 - | 1999 RR43              | 14 de setembre de 1999 | Prescott             | P. G. Comba            |
| 208037 - | 1999 RB49              | 7 de setembre de 1999  | Socorro              | LINEAR                 |
| 208038 - | 1999 RL81              | 7 de setembre de 1999  | Socorro              | LINEAR                 |
| 208039 - | 1999 RV113             | 9 de setembre de 1999  | Socorro              | LINEAR                 |
| 208040 - | 1999 RS137             | 9 de setembre de 1999  | Socorro              | LINEAR                 |
| 208041 - | 1999 RE166             | 9 de setembre de 1999  | Socorro              | LINEAR                 |
| 208042 - | 1999 RR185             | 9 de setembre de 1999  | Socorro              | LINEAR                 |
| 208043 - | 1999 RW190             | 14 de setembre de 1999 | Kitt Peak            | Spacewatch             |
| 208044 - | 1999 RE218             | 4 de setembre de 1999  | Catalina             | CSS                    |
| 208045 - | 1999 RT222             | 7 de setembre de 1999  | Socorro              | LINEAR                 |
| 208046 - | 1999 TC55              | 6 d'octubre de 1999    | Kitt Peak            | Spacewatch             |
| 208047 - | 1999 TJ112             | 4 d'octubre de 1999    | Socorro              | LINEAR                 |
| 208048 - | 1999 TL149             | 7 d'octubre de 1999    | Socorro              | LINEAR                 |
| 208049 - | 1999 TM157             | 9 d'octubre de 1999    | Socorro              | LINEAR                 |
| 208050 - | 1999 TF179             | 10 d'octubre de 1999   | Socorro              | LINEAR                 |
| 208051 - | 1999 TJ180             | 10 d'octubre de 1999   | Socorro              | LINEAR                 |
| 208052 - | 1999 TJ193             | 12 d'octubre de 1999   | Socorro              | LINEAR                 |
| 208053 - | 1999 TW208             | 14 d'octubre de 1999   | Socorro              | LINEAR                 |
| 208054 - | 1999 TB211             | 15 d'octubre de 1999   | Socorro              | LINEAR                 |
| 208055 - | 1999 TK227             | 1 d'octubre de 1999    | Catalina             | CSS                    |
| 208056 - | 1999 TK229             | 4 d'octubre de 1999    | Socorro              | LINEAR                 |
| 208057 - | 1999 TT264             | 3 d'octubre de 1999    | Socorro              | LINEAR                 |
| 208058 - | 1999 TC284             | 9 d'octubre de 1999    | Socorro              | LINEAR                 |
| 208059 - | 1999 TK309             | 6 d'octubre de 1999    | Kitt Peak            | Spacewatch             |
| 208060 - | 1999 TS317             | 12 d'octubre de 1999   | Kitt Peak            | Spacewatch             |
| 208061 - | 1999 UP18              | 30 d'octubre de 1999   | Kitt Peak            | Spacewatch             |
| 208062 - | 1999 UP20              | 31 d'octubre de 1999   | Kitt Peak            | Spacewatch             |
| 208063 - | 1999 UM33              | 31 d'octubre de 1999   | Kitt Peak            | Spacewatch             |
| 208064 - | 1999 UV35              | 31 d'octubre de 1999   | Kitt Peak            | Spacewatch             |
| 208065 - | 1999 UX42              | 28 d'octubre de 1999   | Catalina             | CSS                    |
| 208066 - | 1999 UQ53              | 19 d'octubre de 1999   | Kitt Peak            | Spacewatch             |
| 208067 - | 1999 VH19              | 9 de novembre de 1999  | Višnjan Observatory  | K. Korlević            |
| 208068 - | 1999 VK48              | 3 de novembre de 1999  | Socorro              | LINEAR                 |
| 208069 - | 1999 VO58              | 4 de novembre de 1999  | Socorro              | LINEAR                 |
| 208070 - | 1999 VT72              | 10 de novembre de 1999 | Uccle                | E. W. Elst             |
| 208071 - | 1999 VD73              | 1 de novembre de 1999  | Kitt Peak            | Spacewatch             |
| 208072 - | 1999 VN91              | 5 de novembre de 1999  | Socorro              | LINEAR                 |
| 208073 - | 1999 VL98              | 9 de novembre de 1999  | Socorro              | LINEAR                 |
| 208074 - | 1999 VF100             | 9 de novembre de 1999  | Socorro              | LINEAR                 |
| 208075 - | 1999 VT124             | 10 de novembre de 1999 | Kitt Peak            | Spacewatch             |
| 208076 - | 1999 VE158             | 14 de novembre de 1999 | Socorro              | LINEAR                 |
| 208077 - | 1999 VW163             | 14 de novembre de 1999 | Socorro              | LINEAR                 |
| 208078 - | 1999 VB167             | 14 de novembre de 1999 | Socorro              | LINEAR                 |
| 208079 - | 1999 VJ179             | 6 de novembre de 1999  | Socorro              | LINEAR                 |
| 208080 - | 1999 VV180             | 7 de novembre de 1999  | Socorro              | LINEAR                 |
| 208081 - | 1999 VG206             | 12 de novembre de 1999 | Socorro              | LINEAR                 |
| 208082 - | 1999 WH15              | 29 de novembre de 1999 | Kitt Peak            | Spacewatch             |
| 208083 - | 1999 XN9               | 2 de desembre de 1999  | Kitt Peak            | Spacewatch             |
| 208084 - | 1999 XB48              | 7 de desembre de 1999  | Socorro              | LINEAR                 |
| 208085 - | 1999 XL51              | 7 de desembre de 1999  | Socorro              | LINEAR                 |
| 208086 - | 1999 XO104             | 7 de desembre de 1999  | Socorro              | LINEAR                 |
| 208087 - | 1999 XK131             | 12 de desembre de 1999 | Socorro              | LINEAR                 |
| 208088 - | 1999 XX144             | 6 de desembre de 1999  | Kitt Peak            | Spacewatch             |
| 208089 - | 1999 XD152             | 8 de desembre de 1999  | Kitt Peak            | Spacewatch             |
| 208090 - | 1999 XL156             | 8 de desembre de 1999  | Socorro              | LINEAR                 |
| 208091 - | 1999 XM162             | 13 de desembre de 1999 | Socorro              | LINEAR                 |
| 208092 - | 1999 XO214             | 14 de desembre de 1999 | Socorro              | LINEAR                 |
| 208093 - | 1999 XS217             | 13 de desembre de 1999 | Kitt Peak            | Spacewatch             |
| 208094 - | 1999 YC10              | 27 de desembre de 1999 | Kitt Peak            | Spacewatch             |
| 208095 - | 2000 AB19              | 3 de gener de 2000     | Socorro              | LINEAR                 |
| 208096 - | 2000 AT88              | 5 de gener de 2000     | Socorro              | LINEAR                 |
| 208097 - | 2000 AC145             | 6 de gener de 2000     | Socorro              | LINEAR                 |
| 208098 - | 2000 AV154             | 3 de gener de 2000     | Socorro              | LINEAR                 |
| 208099 - | 2000 AO201             | 9 de gener de 2000     | Socorro              | LINEAR                 |
| 208100 - | 2000 AC221             | 8 de gener de 2000     | Kitt Peak            | Spacewatch             |